# 중간보기적
중간보기적(mesoscopic)은 미시적(microscopic)과 거시적(macroscopic)의 중간을 의미하며, 크기는 나노미터에서 마이크로미터에 이르는 영역으로 양자역학과 통계 역학의 이해에 유용할 뿐만 아니라, 새로운 현상들을 나타내어 많은 관심을 끌고 있다.